# ویلیام رادرفورد
ویلیام رادرفورد (1798 - ۱۸۷۱) بود یک ریاضیدان انگلیسی بود که عمده شهرتش به دلیل محاسبهٔ عدد پی تا ۲۰۸ رقم در سال ۱۸۴۱ است.
بعداً مشخص شد که فقط ۱۵۲ رقم اول محاسبه شده درست است؛ اما همین نیز رکورد آن زمان را شکست، که از سال ۱۷۸۹ توسط ریاضیدان اسلوونیایی Jurij Vega ثبت شده بود(۱۲۶ رقم صحیح). برای رکورد فعلی، تاریخ شمارش محاسبات π را ببینید. رادرفورد از فرمول زیر استفاده کرد:
{\displaystyle {\pi  \over 4}=4\arctan \left({1 \over 5}\right)-\arctan \left({1 \over 70}\right)+\arctan \left({1 \over 99}\right)}

## زندگی
رادرفورد در سال ۱۷۹۸ متولد شد. او در مدرسه ای در وودبورن از سال ۱۸۲۲ تا ۱۸۲۵ معلم بود. در ۱۸۲۵ به هاوک، Roxburghshire رفت و بعد بین سال‌های ۱۸۳۷ تا۱۸۳۲ یک استاد در دانشگاه آکادمی شرکت برویک-روی-تود شد.
رادرفورد در سال ۱۸۶۴ در Woolwich بازنشسته شد و در روز ۱۶ سپتامبر ۱۸۷۱ در محل اقامت خود، Tweed Cottage, Maryon Road، Charlton، در سن هفتاد و سه سالگی فوت کرد.

## آثار
- Simson's Euclid (1841, 1847);
- Charles Hutton's Course of Mathematics, for Woolwich, 1841, 1846, 1854, 1860;
- John Bonnycastle's Algebra, with William Galbraith, 1848;
- Thomas Carpenter's Arithmetic, 1852, 1859;
- Edwin Colman Tyson's Key to Bonnycastle's Arithmetic, 1860;
- Computation of π to 208 Decimal Places (correct to 153), Philosophical Transactions, 1841.
- Demonstration of Pascal's Theorem, Philosophical Magazine, 1843.
- Theorems in Co-ordinate Geometry, Philosophical Magazine, 1843.
- Elementary Propositions in the Geometry of Co-ordinates  (with Stephen Fenwick), 1843.
- Earthwork Tables  (with Charles K. Sibley), 1847.
- Complete Solution of Numerical Equations , 1849.
- Arithmetic, Algebra, and Differential and Integral Calculus in Course of Mathematics for R.M.A. Woolwich , 1850.
- The Extension of π to 440 Places (Royal Society Proceedings, 1853, p. 274).
- On Statical Friction and Revetments , 1859.